# Jakob Steffan
Jakob Steffan, né le 31 décembre 1888 à Oppenheim et mort le 9 février 1957 à Mayence, était un homme politique allemand opposé au Troisième Reich et proche de Wilhelm Leuschner.
En 1933, il est arrêté et interné au camp de concentration de Dachau. À partir de 1940, il organisa pour Wilhelm Leuschner la résistance civile aux nazis dans le sud de la Hesse et la Hesse rhénane. De 1946 à 1950, il est ministre de l'Intérieur et des Affaires sociales en Rhénanie-Palatinat dans la cabinet Boden I.